# Branimir Petrović
Branimir Petrović (kyr. Бранимир Петровић; * 26. Juni 1982 in Titovo Užice, SFR Jugoslawien) ist ein ehemaliger serbischer Fußballspieler.
Er begann seine Karriere 2002 beim montenegrinischen Klub Zeta Golubovci. In der Saison 2004/05 spielte er für FK Partizan Belgrad, und das Jahr darauf ging er in die Volksrepublik China zu Shandong Luneng Taishan. 2007 spielte er beim russischen Verein Rubin Kasan. 2009 wurde er vom Ligarivalen FK Rostow verpflichtet. 2010 wechselte er zum russischen Erstligisten Krylja Sowetow Samara. 2011 erfolgte der Wechsel zum russischen Zweitligisten Ural Jekaterinburg. Er blieb zwei Jahre, wobei er in der Saison 2012/13 nur selten zum Einsatz kam. Er schloss sich im Sommer 2013 den belgischen Erstligisten KV Kortrijk an. Hier kam er lediglich auf drei Einsätze. Nach einer Spielzeit verließ er den Klub wieder und heuerte bei Wolgar-Gasprom Astrachan an. Er wurde wieder zur Stammkraft und kämpfte mit seinem Klub um den Aufstieg in die russische Premjer-Liga. Im Sommer 2016 wechselte er zum FK Napredak Kruševac nach Serbien und beendete dort ein Jahr später seine aktive Karriere.
Bei den Olympischen Spielen 2004 spielte er für die serbisch-montenegrinische Mannschaft.